# Gamma Chamaeleontis
Gamma Chamaeleontis (γ Cha) – gwiazda w gwiazdozbiorze Kameleona. Jest odległa od Słońca o ok. 417 lat świetlnych.

## Charakterystyka

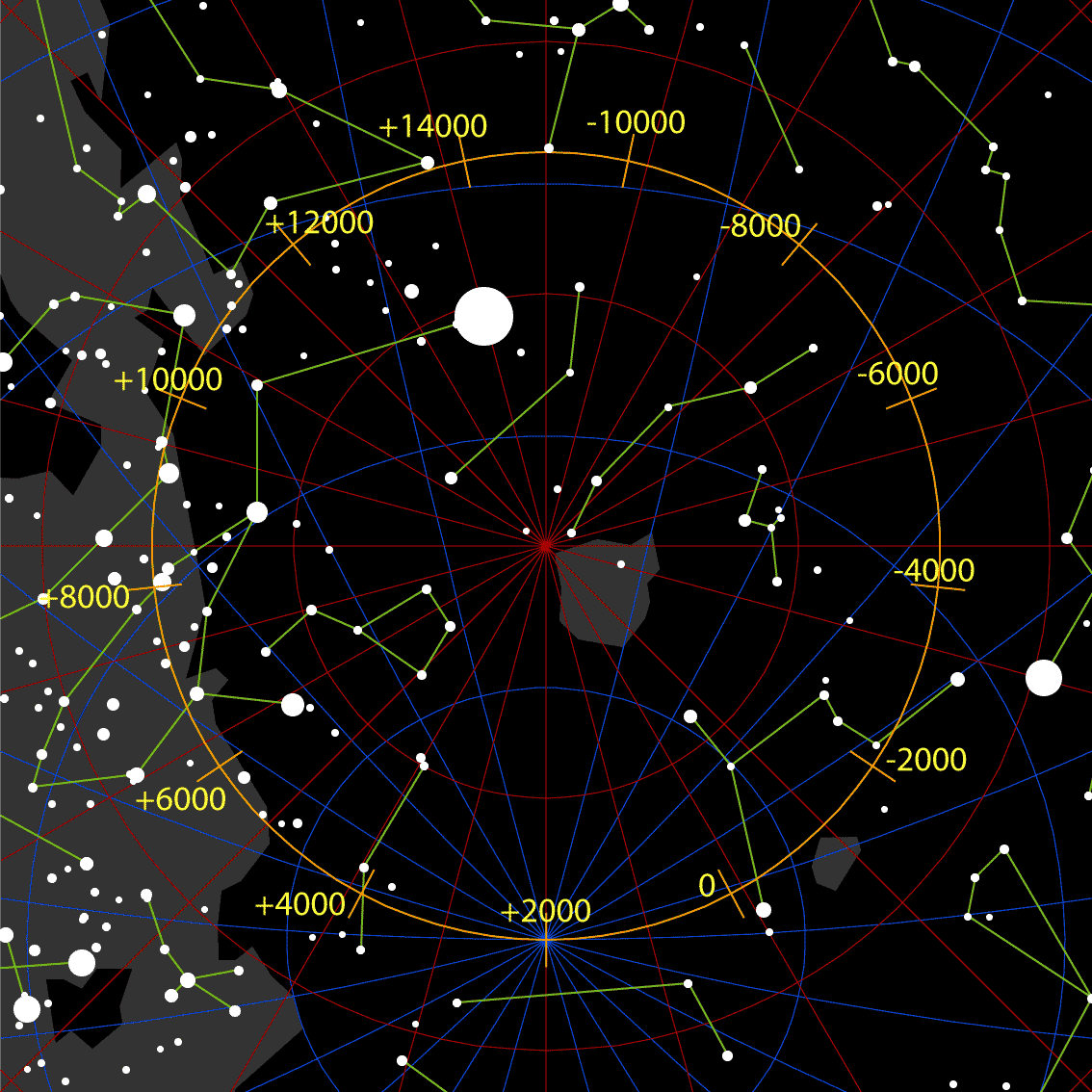
Droga, po której w wyniku precesji przemieszcza się po nieboskłonie południowy biegun niebieski na przestrzeni lat

Gamma Chamaeleontis to pomarańczowy olbrzym należący do typu widmowego K4. Jego temperatura to około 4035 K, świeci on około 864 razy jaśniej niż Słońce.
Ze względu na zjawisko precesji gwiazda ta za około 2000 lat znajdzie się blisko południowego bieguna niebieskiego.